# تل کاشیش

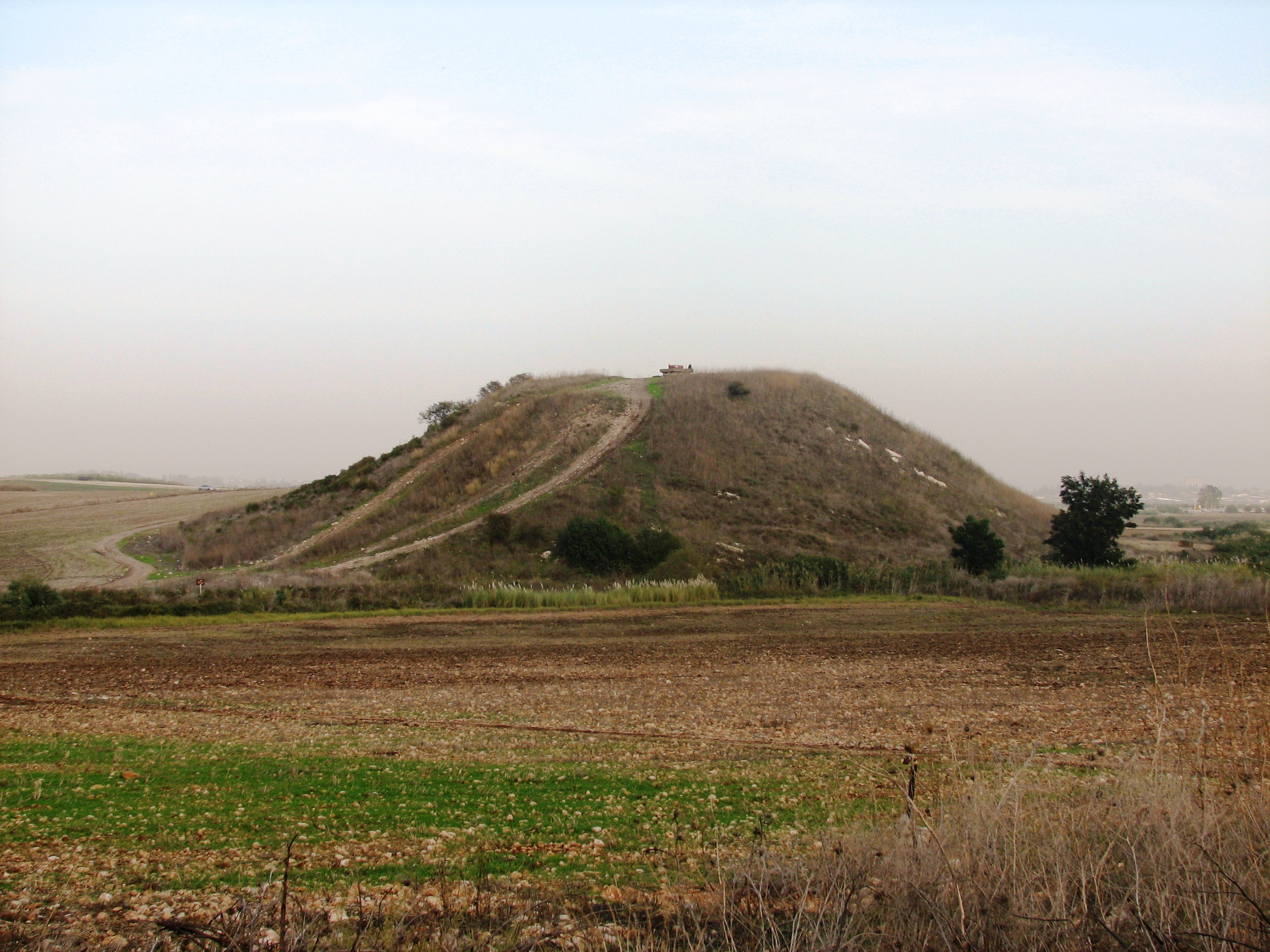
تل قشیش/ تل القاصیس از غرب

تل کاشیش که تل کشیش نیز نوشته می‌شود (عبری: תל קשיש‎) یا تل القصیص (Tell el-Qassis) در عربی، یک تپه باستانی است که در شمال غربی دره جزریل، در کرانه شمالی رودخانه کیشون واقع شده است. اعتقاد بر این است که سکونتگاه باستانی در تل کاشیش، اقماری از شهر مجاور یوکنعام بوده است که در ۲ کیلومتری (۱٫۲ مایلی) جنوب واقع شده است.
کاوش‌های باستان‌شناسی ابزارهای سنگ چخماق، از جمله ریزسنگ‌ها و نوک پیکان‌ها را که مربوط به دوره نوسنگی (۱۲۰۰۰ تا ۴۵۰۰ پیش از میلاد) است، نشان داده است که مستقیماً بر روی پایه سنگی تپه قرار گرفته‌اند.